# René Burri
René Burri (Zurique, 9 de abril de 1933 - Zurique, 10 de outubro de 2014) foi um fotógrafo suíço que trabalhou para a Magnum Photos fotografando figuras e cenas desde 1946. Fez retratos de Che Guevara e Pablo Picasso, além de políticos, militares e artísticas, assim como, imagens icônicas de São Paulo e Brasília.

## Che Guevara
Em 1963, Burri trabalhava em Cuba quando conseguiu fotografar o revolucionário Che Guevara; essas imagens de Guevara fumando um charuto se tornaram icônicas. Notavelmente, depois de tirar as fotos, Burri se lembra de Guevara "o assustando muito". Descrevendo uma situação em que um Che zangado andava de um lado para o outro em seu minúsculo escritório como "um tigre enjaulado", enquanto era entrevistado por uma americana da Look. Enquanto "intimidava" o repórter e "mastigava seu charuto", Che de repente olhou Burri diretamente nos olhos e disse a ele "se eu alcançar seu amigo Andy, cortarei sua garganta" (enquanto lentamente passava o dedo em seu pescoço). Andy era Andrew St. George, um colega fotógrafo da Magnum, que havia viajado com Che na Sierra Maestra e, posteriormente, apresentado relatórios para a inteligência americana.

## Publicações
- Die Deutschen = Os alemães.
  - Zürich: Fretz & Wasmuth, 1962. Textos de vários autores selecionados por Hans Bender. Versão em língua alemã.
  - Les Allemands. Paris: Delpire, 1963. Encyclopédie Essentielle. Texto de Jean Baudrillard. Versão em língua francesa.
  - Die Deutschen – Photographien 1957-1964. Schirmer/Mosel, 1986; 1990; 1999. Texto de Hans Magnus Enzensberger. Versão em língua alemã.